# Makirataube
Die  Makirataube (Pampusana salamonis, Syn.: Alopecoenas salamonis, Gallicolumba salamonis), früher als San-Cristobal-Taube bezeichnet, ist eine ausgestorbene Taubenart aus der Gattung der Indopazifischen Erdtauben (Pampusana).

## Beschreibung
Über die Makirataube ist nur wenig bekannt. Ihre Länge betrug 26 cm. Die Färbung von Kopf, Kehle und Brustschild war hellbeige. Die kastanienbraune Oberseite mit einem blassen purpurnen Glanz an den Schultern und den kleinen Flügeldeckenpartien kontrastierte mit dem schokoladenfarbenen Bauch. Sie hatte einen dicken braunen Schnabel und rote Beine.

## Verbreitung und Lebensraum
Ihr Verbreitungsgebiet waren die Salomonen-Inseln Makira (ehemals San Cristobal) und Ramos, eine winzige Insel, die zu Malaita gehört. Hier bevorzugte sie vermutlich trockene Strandwälder.

## Aussterben
Die Makirataube ist nur von zwei Exemplaren bekannt, die 1882 und 1927 gefunden wurden. Der Holotypus befindet sich im Australian Museum in Sydney. Ratten, verwilderte Hunde und Katzen sowie die Abholzung der Wälder in den Tälern haben offenbar zu ihrem Aussterben geführt. Obwohl man sie seit den 1920er Jahren nicht mehr gesehen hat, wurde sie von der IUCN erst 2005 offiziell für ausgestorben erklärt.